# Bengbulan
Bengbulan är en svensk dramafilm från 1996 i regi av Suzanne Osten efter manus av Nils Gredeby och Suzanne Osten. Den hade svensk premiär 18 november 1996.

## Handling
Det är en extremt het sommar. Carmen är 12 år och den enda som ska stanna kvar i stan hela sommarlovet. I bristen på lekkamrater börjar Carmen umgås med de yngre barnen Anders (9 år) och Kersti (7 år). Men kvar i stan finns även Bengt-Olof/Bengan som de kallar Bengbulan, en vuxen mobbare med lätt kognitiv funktionsvariation som gör allt för att plåga de tre barnen. Samtidigt verkar han något bekymrad av att inte få vara med och leka. Mitt i alltihopa sjunker Carmens mamma ner i en djup depression och hennes syster har inte tid, hon har sitt sommarjobb på Drottningholms slott att tänka på. De tre barnen är utlämnade åt sitt öde: Handskas med Bengbulan på egen hand, eller rymma hemifrån?

## Om filmen
Bengbulan var tänkt att visas från 11 år, men Statens biografbyrå ansåg att den var för skrämmande för barn och den fick 15-årsgräns. Suzanne Osten överklagade och ansåg att filmen borde vara tillåten för yngre barn då den tar upp viktiga teman och berättar hur verkligheten kan se ut för många barn. Hon tyckte att det fungerade mycket bra att visa den från 7 år. Filmen testvisades för skolelever i 10-årsåldern, men visningen gav inget tydligt stöd för att den ansågs skrämmande. Åldersgränsen sänktes därefter till 11 år.
Inspelningen skedde under juli och augusti 1995. Framför allt spelades den in i Mälarhöjden i Stockholm. Filmen bygger till viss del på Ostens roman Papperspappan från 1994. Bildinspirationen kommer från fotografen Sally Manns böcker om sina barn.

## Rollista
- Emelie Ekenborn – Carmen
- Simon Norrthon – Bengt-Olof, 'Bengbulan'
- Erik Gustafson – Anders
- Lena Klingvall – Kersti
- Malin Ek – Sofia, Carmens mamma
- Cilla Thorell – Dafne, Carmens syster
- Sylvia Rauan – Sonja, Anders mamma
- Lars Hansson – Bengt-Erik, Bengbulans pappa

## DVD
Filmen gavs ut på DVD 2015.